# In Your Room (Depeche Mode)
In Your Room is een nummer van de Britse band Depeche Mode uit 1994. Het is de vierde en laatste single van hun achtste studioalbum Songs of Faith and Devotion.
"In Your Room" was de laatste single met Alan Wilder voordat deze de band verliet in 1995. Het nummer gaat over het verlangen van de ik-figuur naar een intiem moment met zijn geliefde, afgesloten van de buitenwereld. De tekst spreekt over het verlangen om iemands favoriet te zijn, en om een partner te hebben je altijd vergeeft, wat er ook gebeurt. Dave Gahan zingt over de noodzaak om samen te zijn en verbonden te zijn, en om toevlucht te zoeken in het moment dat gedeeld wordt in elkaars aanwezigheid.
Het nummer werd in diverse Europese landen een hit. Zo bereikte het de 8e positie in het Verenigd Koninkrijk. In het Nederlandse taalgebied bereikte de plaat geen hitlijsten.

## Tracklijst
- 7"

1. "In Your Room" - 4:50
2. "Higher Love" (Adrenaline mix) - 7:50